# Giovanni Manardo

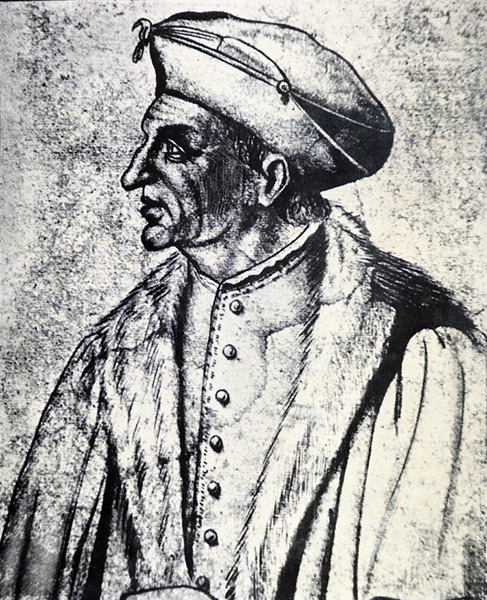

Giovanni Manardo (también llamado Manardi y Mainardi en algunas ocasiones), fue un médico, botánico y humanista italiano. Nació el 24 de julio de 1462 en Ferrara donde también falleció el 8 de marzo de 1536.
Manardo fue discípulo de Leoniceno, quien también fue un importante humanista italiano. Fue profesor de la Universidad de Ferrara por un corto tiempo y se hizo un médico famoso que llegó a ser el médico personal de los reyes de Hungría Ladislao II y Luis II.
- Datos: Q746300
- Multimedia: Giovanni Manardo / Q746300